# Croconaw
Croconaw (japanski: アリゲイツ Arigeitsu) jedan je od 1025 fiktivnih vrsta Pokémona iz medijske franšize Pokémon, skupa Pokémon videoigara, animiranih serija, manga stripova, knjiga, igraćih karata i drugih medija kojima je tvorac Satoshi Tajiri. Svrha je Croconawa u videoigrama, animiranoj seriji i manga stripovima, kao i svrha ostalih Pokémona, borba s divljim Pokémonima – neukroćenim stvorenjima koje igrači i likovi pronalaze dok kreću na razne avanture – i pripitomljenim Pokémonima drugih Pokémon trenera.

## Etimologijaimena
Kao što prvi dio Totodileova imena dolazi od riječi engleske riječi "crocodile" = krokodil, tako i prvi dio Croconawova imena dolazi od iste riječi. Drugi dio Croconawova imena vjerojatno dolazi od engleske riječi "gnaw" = glodati, gristi; jer i Croconaw, poput Totodilea, radoznalo grize sve što se miče.

## Pokédex podaci
- Pokémon Gold: Ako izgubi koji od svojih očnjaka, u kratkom vremenskom periodu zamijenit će ga novi. Njegovu čeljust neprestano krasi 48 očnjaka.
- Pokémon Silver: Širom razjapi svoju čeljust kada napada. Ako izgubi koji očnjak nakon ugriza, novi će izrasti na mjestu otpadnutog u jako kratko vrijeme.
- Pokémon Crystal: Vršci njegovih očnjaka zavinuti su prema natrag. Kada jednom zatvori svoju čeljust, plijen ima malo nade za bijeg.
- Pokémon Ruby/Sapphire: Kada Croconaw jednom uhvati plijen svojom čeljusti, pod nikakvim ga uvjetom neće ispustiti. Kako su vršci njegovih očnjaka zavinuti unuatrag poput udice, nemoguće ih je ukloniti kada se jednom utisnu u neki predmet.
- Pokémon Emerald: Kada Croconaw jednom uhvati plijen svojom čeljusti, pod nikakvim ga uvjetom neće ispustiti. Kako su vršci njegovih očnjaka zavinuti unuatrag poput udice, nemoguće ih je ukloniti kada se jednom utisnu u neki predmet.
- Pokémon FireRed: Širom razjapi svoju čeljust kada napada. Ako izgubi koji očnjak nakon ugriza, novi će izrasti na mjestu otpadnutog u jako kratko vrijeme.
- Pokémon LeafGreen: Ako izgubi koji od svojih očnjaka, u kratkom vremenskom periodu zamijenit će ga novi. Njegovu čeljust neprestano krasi 48 očnjaka.
- Pokémon Diamond/Pearl: Kada jednom zagrize, neće popustiti dok ne izgubi svoje očnjake. Novi će izrasti na mjestu izgubljenih u jako kratko vrijeme.

## U videoigrama
Croconaw nije dostupan unutar videoigara u divljini. Jedini način dobivanja Croconawa jest razvijanje Totodilea, početnog Pokémona unutar nekih igara, od 18. razine nadalje.
Croconaw je ključan u dobivanju Feraligatra, u kojeg se razvija na 30. razini.

## Tehnike
| Prirodne tehnike           | Prirodne tehnike | Prirodne tehnike |
| -------------------------- | ---------------- | ---------------- |
| Tehnika                    | Vrsta tehnike    | Razina           |
| Grebanje (Scratch)         | Normalni         |                  |
| Opaki pogled (Leer)        | Normalni         |                  |
| Vodeni pištolj (Water Gun) | Vodeni           |                  |
| Bjesnilo (Rage)            | Normalni         |                  |
| Ugriz (Bite)               | Mračni           |                  |
| Strašno lice (Scary Face)  | Normalni         |                  |
| Ledeni očnjak (Ice Fang)   | Ledeni           | 21               |
| Mlatilo (Flail)            | Normalni         | 24               |
| Drobljenje (Crunch)        | Mračni           | 30               |
| Razrezivanje (Slash)       | Normalni         | 33               |
| Vrištanje (Screech)        | Normalni         | 39               |
| Mlaćenje (Thrash)          | Normalni         | 42               |
| Vodeni rep (Aqua Tail)     | Vodeni           | 48               |
| Super moć (Superpower)     | Borbeni          | 51               |
| Vodena crpka (Hydro Pump)  | Vodeni           | 57               |

## Statistike
| HP:      | 65 |  |
| Attack:  | 80 |  |
| Defense: | 80 |  |
| SpAtk:   | 59 |  |
| SpDef:   | 63 |  |
| Speed:   | 58 |  |

Statistika Special korištena je samo tijekom prve generacije; kasnije je podijeljenja na Special Attack i Special Defense statistike.

## U animiranoj seriji
Na početku filma Pokémon 4Ever, Ash se borio protiv Pokémon trenera koji je posjedovao Croconawa.
Marina, Pokémon trenerica poznatija kao lik Pokémon manga stripova koja se pojavila i u animiranoj seriji posjedovala je Croconawa imena Wani-Wani kojeg je učestalo koristila u svojim borbama. U epizodi A Stand-Up Sit-Down!, otkriveno je kako je isti taj Croconaw postao Feraligatr.
U epizodi Mother Of All Battles, šumski je rendžer planine Silver posjedovao Croconawa.
Croconawa je koristio jedan od dvaju blizanaca u epizodi The Champ Twins u borbi protiv Asha i Dawn. Drugi je blizanac koristio Quilavu.
Još se jedan Croconaw pojavio u epizodi Camping It Up!. 